# Iside (nave)
La nave romana Iside era una nave molto grande che operava nel Mediterraneo durante l'Impero Romano intorno al 150 d.C., trasportando grano dall'Egitto all'Italia. Pare che la Iside fosse lunga 55 metri e avesse un baglio di 13,7 metri. La sua stiva era profonda 13,4 metri.
Aveva una capacità di carico di 1200 tonnellate corte o 1.071 tonnellate lunghe.

## Fonti
Nel suo libro Πλοἶον ἢ Εὐχαί("La nave o i desideri") il sofista Luciano descrisse l'Iside quando la vide nel porto marittimo di Atene, il Pireo:
(Luciano di Samosata, Πλοἶον ἢ Εὐχαί ossia "La nave o i desideri"))